# Валени-Подгорија (Арђеш)
Валени-Подгорија (рум. Văleni-Podgoria) насеље је у Румунији у округу Арђеш у општини Калинешти. Oпштина се налази на надморској висини од 283 m.

## Становништво
Према подацима из 2002. године у насељу је живело 1026 становника, од којих су сви румунске националности.